# Letis arpi
Letis arpi là một loài bướm đêm trong họ Erebidae.